# Cofradía Penitencial de la Sagrada Pasión de Cristo
La Cofradía Penitencial de la Sagrada Pasión de Cristo es una de las 20 cofradías que existen, en la actualidad, en la Semana Santa de Valladolid. Es una de las 
cinco penitenciales históricas.

## Historia

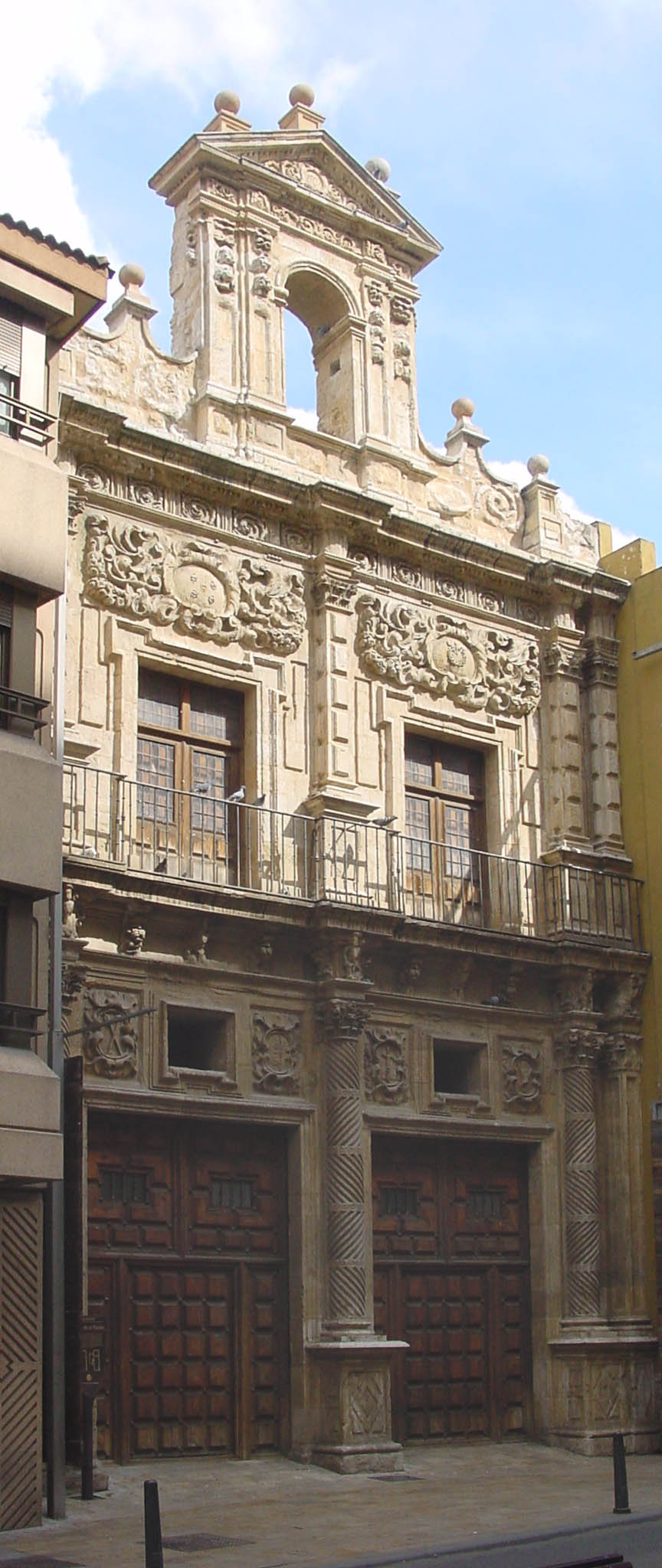
La cofradía tenía su sede en la iglesia de la Pasión, construida en el y reedificada en 1672.

### Fundación y siglos XVI a XIX
No se conoce con exactitud su fecha de fundación, aunque Manuel Canesi la retrotrae a finales del siglo XV, dada la existencia de una ermita o humilladero más allá del Fuentealbilla. Fue en octubre de 1531 cuando el Abad de Valladolid Alonso Enríquez aprueba su primera regla, con un grupo de hombres de la parroquia de Santiago.
Su patrón fue desde el principio San Juan Bautista degollado, en armonía con la cofradía existente en Roma, llamada Hermandad de la Misericordia de la nación Florentina de la Ciudad de Roma o San Juan de los Florentinos de Roma, que fue la primera asociación que hubo con esta advocación. Al hermanarse con los Florentinos, la cofradía de la Pasión pretendía, y lo consiguió, obtener del papa las mismas bulas e indulgencias. El 18 de marzo de 1581 inauguró su propia iglesia penitencial, la de la Pasión, que sería reedificada en 1672.
A su primitiva imagen de la Virgen de la Pasión, obra de Francisco Giralte (1553), a lo largo del siglo XVII sumó algunos de los conjuntos escultóricos más famosos de la Semana Santa vallisoletana: La Elevación de la Cruz (Francisco del Rincón, 1604), Camino del Calvario (Gregorio Fernández, 1614), la Flagelación y el Paso Nuevo de Nuestra Señora y San Juan a los seguidores de aquél (1650) y el Santísimo Cristo del Perdón (Bernardo del Rincón 1656).
Su regla obligaba a amparar a los reos que iban a ser ajusticiados y asistirles después de su muerte y ocuparse del entierro. También obligaba a recoger los cadáveres de los que morían en los caminos y lugares cercanos a Valladolid, o que se ahogaban en el río, así como los de los ajusticiados, para todo lo cual pedían limosna en una esquina de la plaza Mayor. En 1568, el Santo Oficio concedió a la cofradía el permiso para asistir a los autos públicos de fe y para encargarse del entierro de los condenados a muerte. Durante siglos continuaron con esta práctica humanitaria, incluso en 1812 se formó una comisión de reos y hasta principios del siglo XX la cofradía demostró un especial cuidado en auxiliar a los ajusticiados.
El proceso del enterramiento de los restos de los ahorcados requería toda una ceremonia que comenzaba el día anterior al ajusticiamiento. Consistía en acudir –alumbrando la imagen de un Crucificado- a la cárcel, donde dirigían al reo una plática llena de palabras reconfortantes mientras le vestían con una túnica de bayeta negra. De esta manera le recibían como hermano haciéndole partícipe de las indulgencias que los papas habían ido concediendo. Después los alcaldes le ofrecían dulces, bizcochos y vino. La ceremonia continuaba al día siguiente, es decir, el día de la ejecución; los cofrades andaban desde el amanecer por la ciudad recogiendo limosnas para los gastos y misas que se ofrecían por su alma (la del reo), tocando unas tristes campanillas al tiempo que pronunciaban con doliente soniquete estas palabras:

Hagan bien, para hacer bien por el ánima de este hombre que sacan a ajusticiar…

Tras la ejecución, los alcaldes de la cofradía pedían permiso a la Sala del Crimen para bajar al reo de la horca y llevarle a enterrar al anochecer, bajo el coro de la iglesia de Santiago, que era la jurisdicción parroquial a la que pertenecía la Plaza Mayor. Si la magnitud de las fechorías del reo era muy grave, su cuerpo era descuartizado repartiendo cada parte por los caminos. Para la recogida de estos restos y de los restos de aquellos que por cualquier causa morían en los caminos, tenían los cofrades de la Pasión otra regla que cumplir rodeada de otra ceremonia: el llamado domingo de Lázaro.
  Primeramente los cofrades recorrían los caminos cercanos para recoger los huesos que pudieran haber quedado. Mientras tanto se elevaba un túmulo en el humilladero (o ermita) que la cofradía tenía en propiedad fuera del Puente Mayor, en el actual barrio de la Victoria y más tarde se decían unas misas por el alma de los difuntos cuyos huesos habían sido depositados allí. Era costumbre que por la tarde se acercasen a caballo muchos de los cofrades diputados, alumbrando su recorrido con hachas de cera con el fin de recoger y acompañar los huesos que previamente se habían depositado en una litera cubierta por bayeta negra y acarreada por dos mulas. Desde allí llegaban al templo de las Angustias donde se había montado otro túmulo. Seguían a la catedral donde se cantaba un responso. En la plaza Mayor les aguardaba la cofradía de Jesús Nazareno y otro túmulo delante del Ayuntamiento; se cantaba otro responso y finalmente hacia las 7  u 8 de la tarde se dirigían al lado opuesto, al convento de San Francisco, en cuya puerta principal esperaba la clerecía de la parroquia de Santiago. Entonces los diputados de la cofradía de la Pasión tomaban en sus hombros el arca-ataúd y la transportaban hasta el lugar de la sepultura, momento en el cual se volvía a cantar otro responso. A continuación todo este cortejo se salía fuera y solo quedaban los frailes del convento, encargados del entierro y de celebrar un oficio funeral.
En 1765 tuvo lugar el último entierro público de huesos, con ceremonias y espectadores. La nueva norma fue depositar los huesos en la iglesia de la Pasión y enterrarlos en el convento de San Francisco, en concreto en el patio que se hallaba entre la nave de Santa Juana y las casas de Baltasar Paredes, donde se encontraba la llamada capilla de la Sagrada Pasión. Allí había un nicho con puertas de celosía y un altar con un crucifijo que tenía a sus costados las imágenes de la Virgen y de San Juan Evangelista. Delante de este altar ardía siempre una lámpara. En el suelo podían verse las losas grandes bajo las que se enterraban los huesos. Otros restos se depositaban bajo el claustro del convento. En esta capilla y junto a un cristo pintado había una inscripción:

El Señor obispo D. Juan Vigil de Quiñones concedió 40 días de indulgencias a todas las personas, que delante de este Santo Cristo rezaren un Paternóster y un Ave María por las ánimas de los ajusticiados, cuyos cuerpos están aquí sepultados.

### Siglo XIX
En 1804 se dicta una Provisión Real que en carta ejecutoria prohíbe los enterramientos en San Francisco por razones de salubridad y protestad de la vecindad, por lo que pasarán a realizarse en el humilladero de la cofradía y en el cementerio de la calle del Sacramento (próximo a la parroquia de San Ildefonso. Con la inauguración en 19833 del Cementerio General de Valladolid, se dispuso de un espacio especial para los reos, comenzando la cofradía a disponer del mismo el 4 de enero de 1834.
En este siglo tendrá lugar la decadencia de la cofradía, pese a lo cual en 1874 constaban treinta y siete condenados auxiliados por ella. Las escenas procesionales dejarán de ser procesionadas y las tallas secundarias serán depositadas en el Museo Provincial de Bellas Artes (actual Museo Nacional de Escultura). También en esta época comenzará a aparecer documentada con diferentes nombres, además del de Cofradía de la Sagrada Pasión de Cristo: de la Santísima Pasión de Nuestro Señor Jesucristo, de Nuestra Señora de la Pasión o de Nuestra Señora de la Pasión y Muerte de Nuestro Señor Jesucristo, ello debido al progresivo protagonismo que fueron adquiriendo las distintas comisarías que existían en su seno, asumiendo cada una funciones de culto y cuidado de una imagen: la de Paz y Caridad en torno a María Santísima de la Pasión, la del Santísimo Cristo de la Columna en torno al Flagelado, la del propio Cristo del Perdón, la de Jesús Nazareno, la del Cristo de la Agonía y la del Monumento.

### Siglo XX
A principios del siglo XX la iglesia de la Pasión se encontraba en muy mal estado, declarándose ruinosa en 1924 y disponiéndose su cierre al culto dos años después. En aquél momento la actividad se limitaba a participar con la imagen del Cristo del Perdón en la Procesión General de Viernes Santo y de la propia Comisaría del Cristo del Perdón sólo quedaban dos hermanos, Román Sanz y Cándido Negro, quienes tras el cierre del templo se llevaron la imagen a su casa, a la espera de que el Arzobispado les concediera un altar en la iglesia de San Felipe Neri donde albergarla. Sería trasladada después a la recién consagrada  Basílica Nacional de la Gran Promesa y, en 1953, a la iglesia de la Magdalena. Comenzaría así una lenta recuperación de la cofradía, ahora denominada Comisaría del Santísimo Cristo del Perdón.
Con la reforma de la Semana Santa de Valladolid llevada a cabo por el Arzobispo Remigio Gandásegui, en 1927 comenzó a participar en la tarde de Jueves Santo junto con las Cofradías de la Piedad y de la Preciosísima Sangre en la Procesión de Penitencia y Caridad, conocida popularmente como la procesión de la cárcel, por dirigirse a la Prisión Provincial, donde se indultaba a un preso, el primer año con la imagen de Cristo con la cruz a cuestas y, a partir del año siguiente, con el Cristo del Perdón. También en la noche de Jueves Santo comenzaron a organizar una procesión de penitencia por el entorno de la iglesia de la Magdalena portando a hombros un Cristo yacente de dicha iglesia.

### Actualidad
En 1992, el Pontificio Consejo de los Laicos reconoció que la Comisaría del Santísimo Cristo del Perdón era continuadora de la personalidad jurídica de la histórica Cofradía de la Pasión, restableciendo su actividad y sus cultos. Al año siguiente trasladó su sede a la iglesia del Convento de San Quirce y Santa Julita para poder albergar adecuadamente todo su patrimonio. También reorganizó su actividad procesional en el Jueves Santo, pasando a celebrar en la tarde su histórica procesión de Regla. Asimismo, en 1995 dotó de procesión propia al Santísimo Cristo de las Cinco Yagas, la imagen que había presidido el humilladero de la cofradía, en la tarde del Sábado de Pasión. En esta recuperación de patrimonio hubo de sostener sendos pleitos con el Estado y la Iglesia, con el primero por el Cristo de la Agonía (hoy denominado del Calvario), que se encontraba en el Museo Nacional de Escultura, y con la segunda por el Cristo con la cruz a cuestas, que se encontraba en el Santuario del Carmen de Extramuros. Actualmente alumbra en procesión todo él, a excepción de aquellos conjuntos que Gandásegui cedió a otras cofradías de la ciudad.

## Imágenes

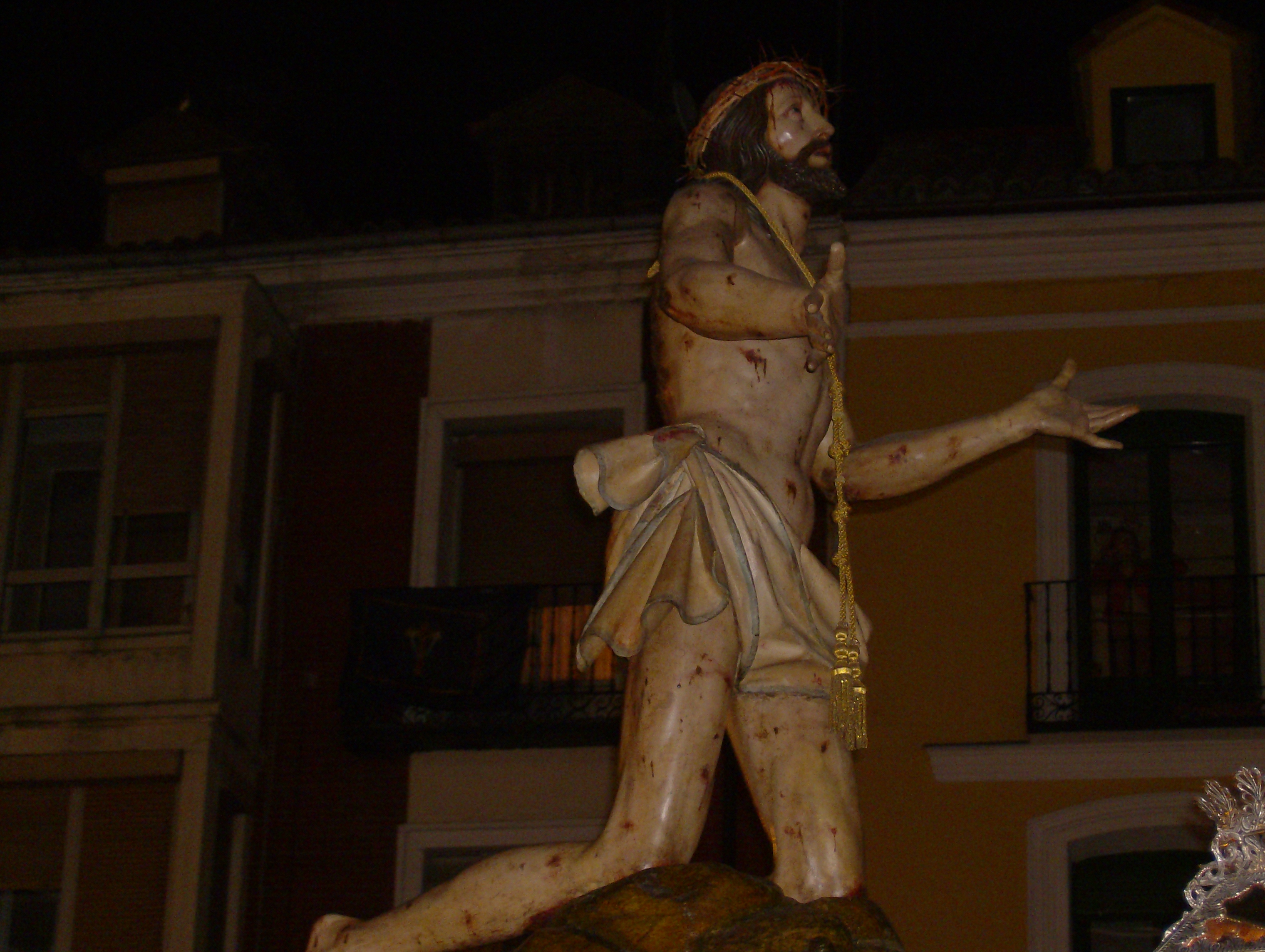
Santísimo Cristo del Perdón.

##### Santísimo Cristo del Perdón
Atribuido en origen a varios escultores, hasta la aparición de un contrato de la cofradía con Bernardo del Rincón suscrito en 1656 y por el que se pagaban cien ducados de vellón. En su hechura se siguieron los bocetos y detalles propuestos por el pintor Diego Valentín Díaz, cofrade de la penitencial. Desfiló al año siguiente, y según un escrito de 1661, se le denominaba Paso de la Humildad de Cristo.
La imagen recoge la tradición iconográfica iniciada por el portugués Manuel Pereira, con Cristo arrodillado, y que luego sería repetido en el siglo XVIII por Luis Salvador Carmona.

#### Nuestro Padre Jesús Flagelado
Es obra de la Escuela Castallana, hacia 1650, probablemente debido a Francisco Díaz de Tudanca. Es la imagen central de un conjunto más amplio cuyos sayones se encuentran depositados en el Museo Nacional de Escultura.

#### Santísimo Cristo de las Cinco Llagas
Es obra de Manuel Álvarez (1548-1563), y la cofradía lo albergaba en el humilladero que tenía más allá del Puente Mayor. Con su cierre en 1815, pasó a la iglesia de la Pasión, y tras el cierre de ésta, al Museo Nacional de Escultura hasta 1993, fecha en que la cofradía reclamó su devolución para tenerlo expuesto al culto en su iglesia.

##### Cristo del Calvario
Se trata de una talla anónima de mediados del siglo XVII, atribuida a Francisco Díaz de Tudanca. En origen formaba parte de un conjunto denominado Paso Nuevo de la Virgen y San Juan, junto a las imágenes de éstos y de Santa María Magdalena. Estuvo depositado en el Museo Nacional de Escultura, y con la reconstrucción de los pasos procesionales a principios del siglo XX, sirvió de figura principal al conjunto de La Elevación de la Cruz de Francisco del Rincón, hasta el descubrimiento de la imagen original en 1995 por Luis Luna Moreno. La cofradía hubo de litigar con el Estado para su devolución, que se produjo en 2002, pasando a estar expuesto al culto en la sede de la cofradía. Tras su restauración en 2010, volvió a salir a las calles, aunque en solitario, pues las otras imágenes forman actualmente el paso Todo está consumado de la Cofradía de las Siete Palabras, junto con una talla anónima de Cristo.

#### Cristo con la cruz a cuestas
La tradición considera que fue la imagen central del paso Camino del Calvario, que realizara Gregorio Fernández en 1614, actualmente depositado en el Museo Nacional de Escultura con otra imagen de Cristo debida a Pedro de la Cuadra (h. 1620) y que procesiona la Cofradía de Cristo Despojado con una imagen de Cristo de Pedro de la Cuadra (h. 1620). No obstante, las facciones de la imagen recuerdan más a Juan de Ávila, por lo que pudiera ser que la primitiva imagen de Fernández desapareciera a mediados del siglo XVII y fuera sustituida por la actual.
La cofradía separó la imagen del conjunto a mediados del siglo XIX, comenzando a procesionar en solitario hasta principios del siglo XX, en que se interrumpió su salida. En 1927 salió por una única vez, en el primer año en que se celebró la procesión de Penitencia y Caridad. Pasó a estar depositada en el santuario del Carmen Extramuros durante más de ochenta años, hasta que la cofradía la recuperó en 2013 tras un pleito sostenido con la Archidiócesis, volviendo a salir en procesión al año siguiente.

## Salidas procesionales

#### Ejercicio Público de las Cinco LLagas
En la tarde del Sábado de Pasión, la cofradía porta a hombros el Santísimo Cristo de las Cinco Llagas por las calles del barrio de San Quirce, con cinco actos de oración que tienen lugar en distintos conventos de clausura.

#### Procesión de Oración y Sacrificio
Procesión de Regla de la cofradía, en ella porta a hombros los pasos del Flagelado, el Cristo con la cruz a cuestas, el Cristo del Perdón y el Cristo del Calvario, discurriendo por las calles del centro de la ciudad para realizar Estación de Penitencia en la Catedral. Los cofrades más próximos a los pasos llevan en la parte interior de su hábito una esquila que con el movimiento suena, dotando de una sonoridad peculiar al paso de las imágenes.

#### Procesión General de la Sagrada Pasión del Redentor
El Viernes Santo a las 19:30, la cofradía alumbra al Santísimo Cristo del Perdón.
En todos los desfiles está acompañada por su propia banda, denominada del Santísimo Cristo del Perdón.

## Otros actos
En el mes de octubre celebra la procesión a María Santísima de la Pasión, primitiva imagen de la cofradía.
En Cuaresma celebra una misa y besapié a Nuestro Padre Jesús Flagelado, al Cristo con la Cruz a cuestas, al Santísimo Cristo de las Cinco Llagas y al Cristo del Calvario. El Santísimo Cristo del Perdón cuenta con un quinario con besapié. Asimismo, celebra el acto Música y versos de la Pasión, consistente en un pregón seguido de un concierto de la Banda de Cornetas y Tambores de la cofradía.